# Años 490
Los años 490 o década del 490 empezó el 1 de enero del 490 y terminó el 31 de diciembre del 499.

## Acontecimientos
- Anastasio I sucede a Zenón como emperador bizantino en el año 491; reinará hasta el año 518.
- San Gelasio I sucede a San Félix III como papa en el año 492
- 493-526: Los ostrogodos ocupan la península italiana.
- San Anastasio II sucede a San Gelasio I como papa en el año 496
- San Símaco sucede a San Anastasio II como papa en el año 498
- Batalla de Tolbiac